# Raul Radice
Raul Radice (Milano, 19 marzo 1902 – Roma, 24 febbraio 1988) è stato uno scrittore, giornalista e critico letterario italiano.

## Biografia
Laureato in giurisprudenza, divenne giornalista nel 1924, all'età di 22 anni. Nel 1938 fu scelto da Mondadori per dirigere il settimanale femminile Grazia; l'anno successivo divenne il primo direttore della nuova rivista mondadoriana Tempo. Dallo stesso anno collaborò con il Corriere della Sera, prima come critico cinematografico, poi come inviato speciale in Unione Sovietica, quindi – dal dopoguerra – come critico letterario (1963-73).
Nel 1934 si aggiudicò il Premio Bagutta, con il romanzo Vita comica di Corinna.
Docente all'Accademia nazionale d'arte drammatica, fu il successore di Silvio D'Amico come commissario (1955-1963) e poi presidente.